# Université des femmes Sookmyung (métro de Séoul)
Université des femmes Sookmyung (hangeul : 숙대입구 ; hanja : 淑大入口, officiellement nommée en anglais : Sookmyung Women's University et sous nommée Garwol) est une station de passage de la ligne 4 du métro de Séoul. Elle est située au 306 Hangang-daero, quartier Galwol-dong, dans l'arrondissement Yongsan-gu de Séoul, en Corée du Sud.
Ouverte en 1985, elle est desservie par les rames omnibus et express, qui circulent sur la ligne 4.

## Situation sur le réseau

Plan du réseau (2023)

Établie en souterrain, la station Université des femmes Sookmyung, est une station de passage de la ligne 4 du métro de Séoul : elle est située entre la station Gare de Séoul, en direction du terminus nord-est Jinjeop, et la station Samgakji en direction du terminus sud-est Oido,.

## Histoire
La station souterraine Université des femmes Sookmyung est mise en service, sur la ligne 4 du métro de Séoul, le 18 octobre 1985, lors de l'ouverture à l'exploitation, des 16,4 km, de Université de Hansung au nouveau terminus Sadang.

## Services aux voyageurs

### Accès et accueil
Station souterraine de passage, au 306 Hangang-daero, quartier Galwol-dong. Il y a dix bouches, numérotées de 1 à 10, établies de part et d'autre de la Hangang-daero près de son croisement avec la Duteopbawi-ro. Elle est équipée d'escaliers, escaliers mécaniques et ascenseurs pour les cheminements entre la station en sous-sol et les bouches en surface. Elle dispose notamment de billetteries avec des automates pour l'acquisition de titres de transports.

### Desserte
Université des femmes Sookmyung est desservie par les rames omnibus et express, qui circulent sur la ligne 4. La station souterraine est aménagée avec deux quais latéraux équipés de portes palières.

Installations
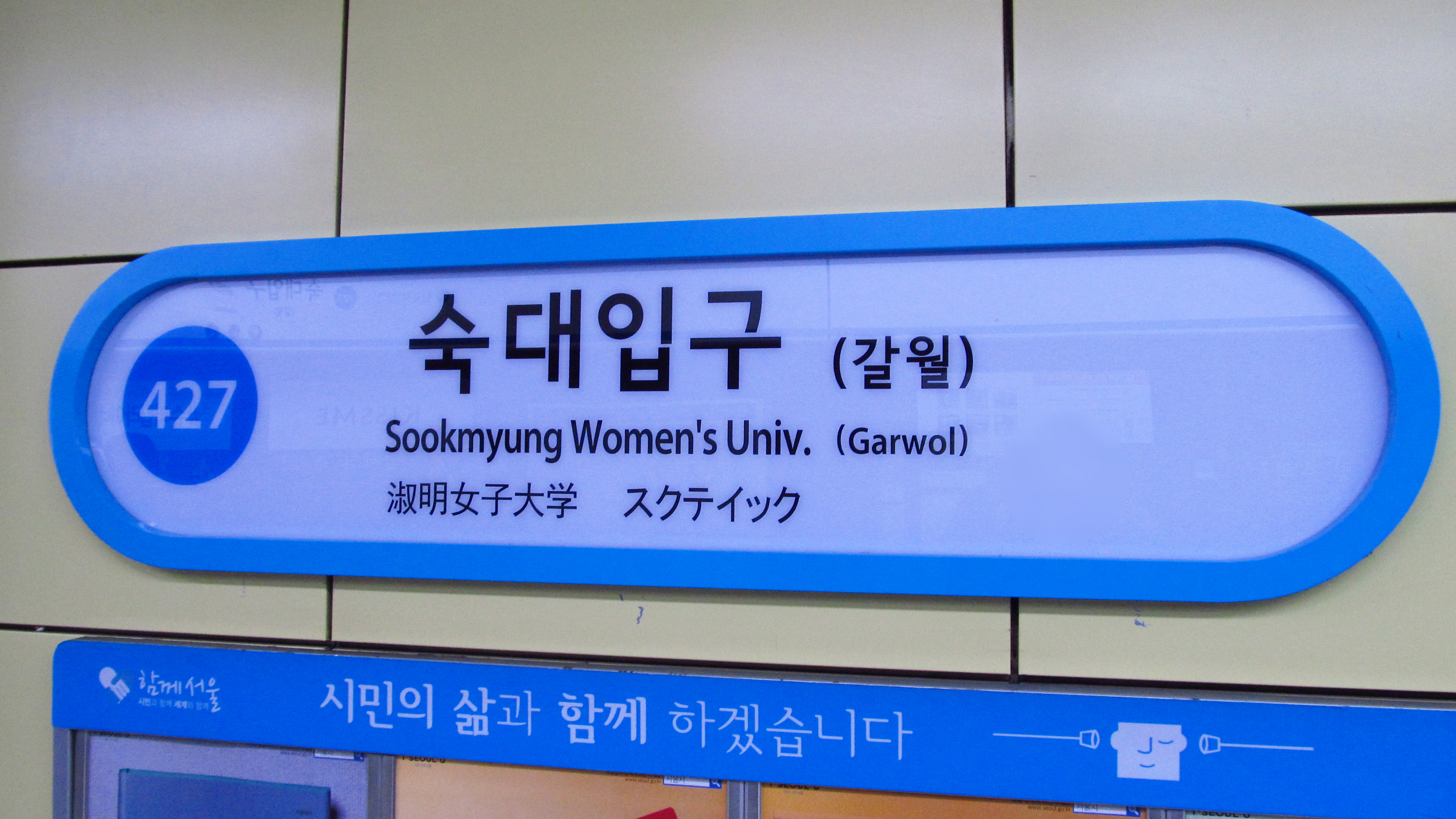
En 2018.
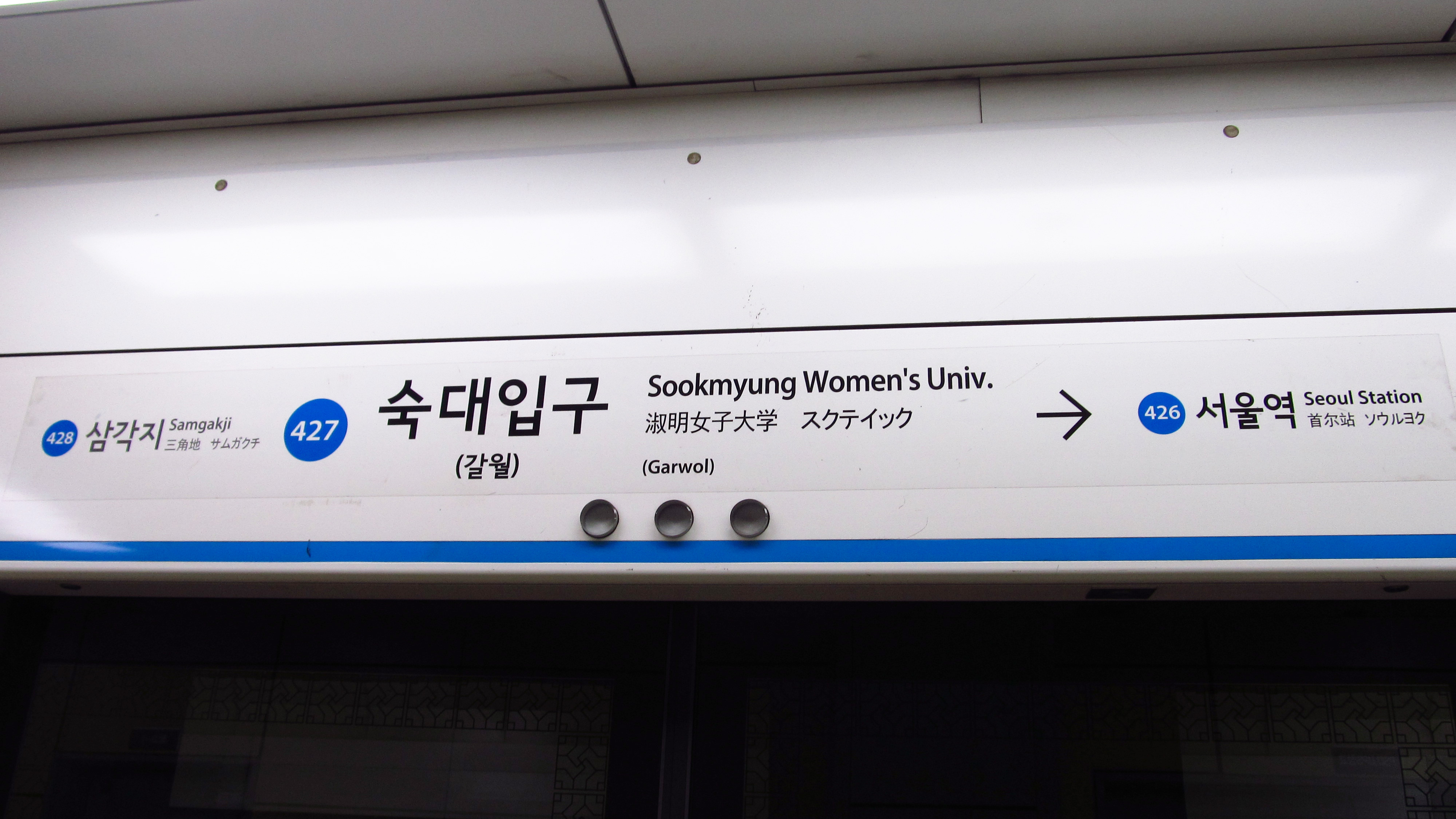
En 2018.
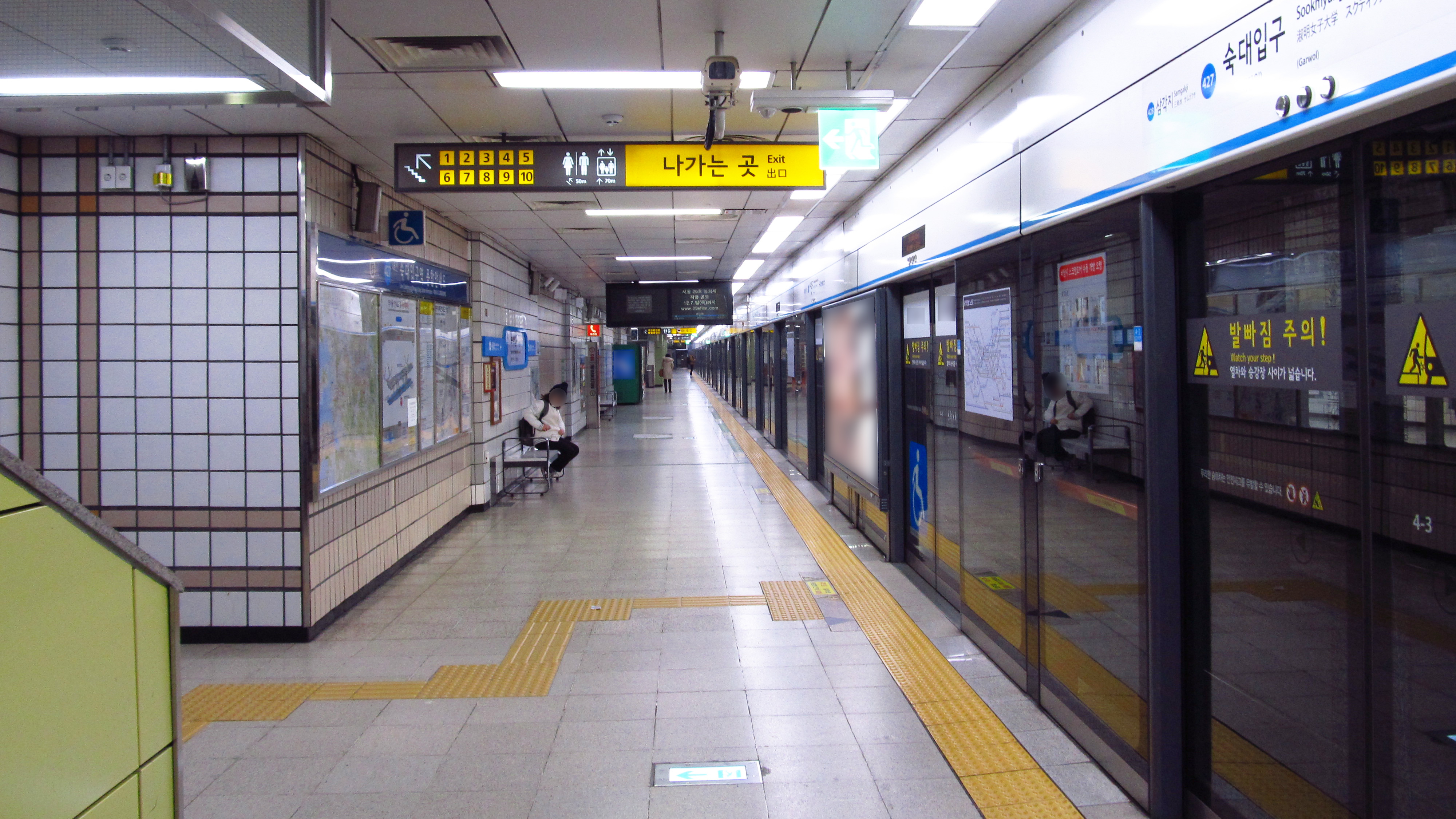
En 2018.

### Intermodalité
Des arrêts de bus sont situés à proximité. Bien qu’elle ne soit pas reliée par correspondance, la station Université des femmes Sookmyung se trouve à seulement deux à trois minutes à pied de la station Namyeong sur la ligne 1 du métro de Séoul.

## À proximité
Elle est située en face de l’entrée principale de l’université des femmes Sookmyung.